# Robert Lewandowski

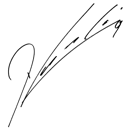
Autógrafo

Robert Lewandowski (Varsóvia, 21 de agosto de 1988) é um futebolista polonês que atua como centroavante. Atualmente joga pelo Barcelona e pela Seleção Polonesa. Reconhecido pela eficiência, finalização e pelo grande número de gols marcados, é considerado como um dos melhores atacantes de sua geração.
Pela Seleção Polonesa, na qual é capitão desde 2014, Lewandowski tem 158 jogos e 85 gols oficiais, sendo o maior goleador da história e o jogador com mais partidas. Lewa representou sua nação nas Eurocopas de 2012, 2016, 2020 e 2024, e nas Copa do Mundo FIFA de 2018 e 2022, sendo o principal jogador da classificação polaca para o mundial após doze anos desde a última. O polonês fez história quando marcou um hat-trick nas eliminatórias da Eurocopa de 2020, perante a Letônia, e entrou na lista dos dez maiores artilheiros europeus por Seleções na história. Sendo assim, Lewandowski é um dos maiores ídolos da história da seleção de seu país.

## Carreira

### Início
Seu primeiro clube foi Varsovia Warszawa. Atuou pelo Delta Varsóvia, da quarta divisão, antes de chegar ao Légia Varsóvia. No entanto, foi dispensado após recuperar-se de uma lesão. Já no modesto Znicz Pruszków, marcou 15 vezes em 30 partidas, terminando como artilheiro do campeonato e sua equipe conseguindo o acesso para a Segunda Divisão. Em sua segunda e última temporada no clube, terminou novamente como artilheiro do campeonato, mas dessa vez anotando 21 tentos em 32 partidas. Também foi eleito a revelação polonesa do ano.

### Lech Poznań
Foi contratado pelo Lech Poznań, da Primeira Divisão Polonesa, que pagou 1,5 milhões de złoty. Marcaria 20 gols em sua primeira temporada no clube, sendo 14 pelo campeonato. Nesta temporada, também disputou suas primeira partidas por competições europeias, além de ter sido o autor do gol mais bonito da temporada. Seus números melhoraram em sua segunda temporada, tendo marcado 21 gols (18 no campeonato) com 14 partidas a menos. Nesta última, também terminaria como artilheiro do campeonato e campeão nacional.

### Borussia Dortmund

#### 2010–11
Em junho de 2010, foi contratado pelo Borussia Dortmund e assinou por quatro temporadas. No dia 19 de setembro, marcou seu primeiro gol na Bundesliga para fazer 3–0 no Revierderby contra o Schalke 04; o jogo terminou 3–1. Disputou 43 jogos e marcou nove gols em sua primeira temporada no clube alemão, sendo reserva do paraguaio Lucas Barrios.

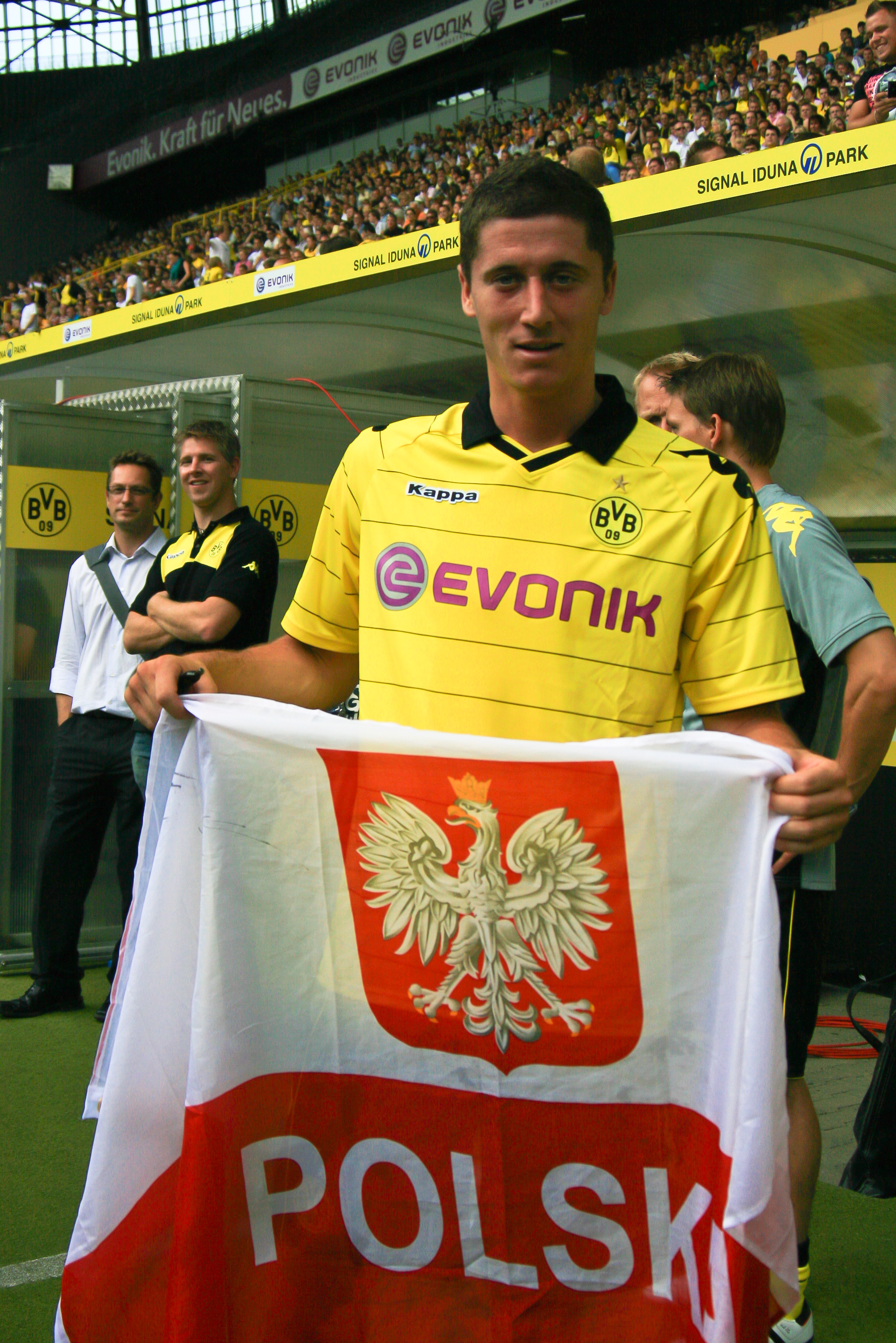
Lewandowski pelo Borussia Dortmund em 2010

#### 2011–12
Na campanha da Bundesliga de 2011–12, Lewandowski se beneficiou de uma lesão de Lucas Barrios e assumiu a titularidade. O atacante respondeu balançando a rede duas vezes na vitória do Dortmund por 3–0 sobre o Sandhausen, na primeira rodada da Copa da Alemanha. Lewandowski abriu sua conta na liga em uma vitória por 2–0 sobre o Nuremberg em 20 de agosto de 2011, dando o toque final de um cruzamento de Mario Götze. No dia 1 de outubro, Lewandowski deu assistência e marcou um hat-trick na vitória do clube por 4–0 sobre o Augsburg. O Dortmund alcançou o segundo lugar na Bundesliga com uma confortável goleada por 5–0 sobre o Colônia no dia 22 de outubro, com Lewandowski balançando a rede nos dois tempos. Já no dia 17 de dezembro, contra o Freiburg, Lewandowski marcou duas vezes e deu uma assistência para Kevin Großkreutz na goleada por 4–1. Devido ao seu grande desempenho, ele foi eleito o Melhor Jogador do Ano na Polônia.
Após as férias de inverno, no dia 22 de janeiro de 2012 o Dortmund derrotou o Hamburgo por 5–1, igualando o líder Bayern de Munique em pontos, com Lewandowski marcando duas vezes e dando uma assistência para Jakub Błaszczykowski. Ele marcou novamente no dia 11 de abril, em uma vitória em casa por 1–0 sobre o Bayern de Munique. O resultado deu ao Dortmund uma vantagem de seis pontos sobre os rivais na briga pelo título, com apenas quatro jogos pela frente. No dia 21 de abril, Lewandowski deu assistência para o gol de Shinji Kagawa aos 59 minutos, quando o Dortmund venceu por 2–0 o Borussia Mönchengladbach para garantir seu segundo título consecutivo. No jogo final da campanha na Bundesliga, Lewandowski marcou dois gols no primeiro tempo, quando o Dortmund venceu o Freiburg por 4–0 e comemorou a conquista do título. 
Lewandowski terminou o ano como o terceiro maior goleador da liga com 22 gols, nenhum de pênalti e seis assistências. 
No jogo final da temporada para o Dortmund, ele marcou um hat-trick na final da Copa da Alemanha, uma vitória por 5–2 sobre o Bayern de Munique, para dar ao clube sua primeira dobradinha nacional (Liga + Copa). Lewandowski terminou como artilheiro da Copa da Alemanha, com sete gols em seis jogos.

#### 2012–13
Lewandowski marcou seu primeiro gol da temporada na vitória por 3–0 sobre o Bayer Leverkusen, no dia 15 de setembro de 2012, estendendo a rodada do Dortmund para 31 jogos sem derrotas e levou o clube à terceira posição na Bundesliga. Três dias depois, no primeiro jogo da temporada na Liga dos Campeões da equipe, fez um gol aos 87 minutos para definir a vitória de 1–0 contra o Ajax. Ele estabeleceu o novo recorde do clube com a maior sequência de gols, tendo marcado em 12 jogos consecutivos na liga, superando o recorde de Friedhelm Konietzka na temporada 1964–65. No dia 9 de fevereiro de 2013, Lewandowski abriu o placar em um jogo em casa contra o Hamburgo, mas foi expulso aos 31 minutos por uma falta sobre Per Ciljan Skjelbred; o Dortmund perdeu por 4–1. Ele terminou a temporada com 24 gols na Bundesliga, um gol abaixo do artilheiro Stefan Kießling, do Bayer Leverkusen.
Segundo Michael Zorc, diretor do Borussia Dortmund, Lewandowski não renovaria seu contrato com o clube e deixaria o time no verão de 2013 ou após a temporada 2013–14.
No dia 24 de abril, na vitória por 4–1 contra o Real Madrid no Signal Iduna Park, Lewandowski tornou-se o primeiro jogador a marcar quatro gols na semifinal da Liga dos Campeões. Foi titular na final da Champions, no dia 25 de maio, na qual o Borussia foi derrotado por 2–1 pelo Bayern de Munique.

#### 2013–14
No dia 27 de julho de 2013, Lewandowski conquistou a Supercopa da Alemanha com o Dortmund após vencer o Bayern de Munique por 4–2. Lewa marcou seu primeiro gol da temporada no dia 10 de agosto, na vitória por 4–0 sobre o Augsburg, no jogo de abertura da Bundesliga. Já no dia 1 de novembro, novamente pela Bundesliga, o polonês marcou seu único hat-trick da temporada na vitória por 6–1 contra o Stuttgart.
Em 25 de fevereiro de 2014, Lewandowski marcou duas vezes no jogo de ida das oitavas-de-final da Liga dos Campeões contra o Zenit São Petersburgo, tornando-se o maior goleador geral do BVB nas competições europeias, superando o recorde de 16 gols de Stéphane Chapuisat. O centroavante marcou seu 100º gol pelo clube em sua 182ª aparição, no dia 16 de abril, quando o Dortmund derrotou o Wolfsburg nas semifinais da Copa da Alemanha. Após marcar o tento, comemorou exibindo uma camisa com o número 100.
Lewandowski encerrou a temporada 2013–14 como o maior goleador da Bundesliga com 20 gols. Ele também marcou seis gols na Liga dos Campeões, quando o Borussia chegou às quartas de final. Durante o jogo de volta da partida das oitavas-de-final entre Borussia Dortmund e Zenit, o atacante recebeu um segundo cartão amarelo que resultou em sua suspensão para o jogo de ida das quartas de final, contra o Real Madrid. O Dortmund acabou derrotado por 3–0, e no jogo de volta, já com Lewandowski, venceu por 2–0 e não conseguiu reverter o agregado.
No dia 17 de maio, o polonês jogou sua última partida pelo Dortmund, na final da Copa da Alemanha de 2014 contra o Bayern de Munique. O técnico Jürgen Klopp o dispensou de alguns treinamentos antes da final devido à problemas de lesão; embora o atacante tenha jogado todos os 120 minutos da final, o Dortmund perdeu por 2–0. Lewandowski terminou a temporada com 28 gols em 48 partidas. Em seguida deixou o Borussia de graça, após assinar um pré-contrato com o rival Bayern de Munique.

### Bayern de Munique

#### 2014–15

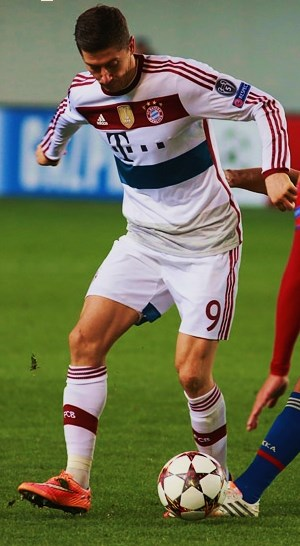
Lewandowski atuando pelo Bayern em 2014

No dia 4 de janeiro de 2014, o Bayern de Munique anunciou a contratação de Lewandowski a partir de 1 de julho de 2014, por um vínculo de cinco anos. Faz sua estreia numa vitória fora de casa contra o Hoffenheim em partida válida pela 22° rodada da Bundesliga, entrando aos 27 minutos do segundo tempo. Seu primeiro gol pelo clube aconteceu já na partida seguinte, numa goleada sobre o Mainz por 5–0, onde também deu uma assistência e foi um dos melhores em campo.
Foi decisivo no clássico contra o Borussia Dortmund, marcando o único gol da vitória do clube bávaro na Allianz Arena. No jogo de volta da fase de oitavas de final da Liga dos Campeões da UEFA, marcou o gol que abriu a goleada de 7–0 sobre o Shakhtar Donetsk. Marcou mais dois na vitória por 3–2 fora de casa contra o Borussia Mönchengladbach, em partida válida pela 29° rodada da Bundesliga.
Voltou a ser decisivo na goleada sobre o Porto por 6–1, no jogo de volta das quartas de finais da Liga dos Campeões, resultado que classificou o Bayern para a semifinal por 7–4 no agregado. Contra o Bayer Leverkusen, pelas quartas de final da Copa da Alemanha, marcou o gol que levou a partida para a decisão por pênaltis, na qual sua equipe venceu por 5–4. Na semifinal da Liga dos Campeões, em Munique, marcou o segundo gol da vitória por 3–2 sobre o Barcelona; no entanto, o Bayern foi eliminado por ter perdido de 3–0 no Camp Nou. Lewa encerrou a temporada com 25 gols marcados.

#### 2015–16
Em partida válida pela sexta rodada da Bundesliga, ocorrida no dia 22 de setembro de 2015 contra o Wolfsburg, Lewandowski entrou em campo no intervalo, substituindo Thiago Alcântara, e marcou cinco gols em apenas nove minutos. O feito tornou-se o mais rápido da história da Bundesliga. O Guinness World Records o certificou por quatro marcas na Bundesliga: mais rápido marcador de três gols, mais rápido marcador de quatro gols, mais rápido marcador de cinco gols e maior marcador de gols vindo do banco de suplentes.  Teve boa atuação no dia 4 de outubro, na goleada por 5–1 sobre o Borussia Dortmund, em partida válida pela 12ª rodada da Bundesliga. Pela fase de grupos da Liga dos Campeões marcou seis gols, sendo um na goleada sobre o Arsenal, também por 5–1. Ao final desta temporada, tornou-se artilheiro da Bundesliga com 30 gols. Ao todo marcou 42 gols na temporada, sendo artilheiro do Bayern e o terceiro maior marcador da temporada europeia, atrás apenas de Luis Suárez e Cristiano Ronaldo, respectivamente.

#### 2016–17
A temporada começou com o Bayern vencendo a Supercopa da Alemanha no dia 14 de agosto de 2016. Já no dia 19 de agosto, na primeira rodada da Copa da Alemanha, o Bayern derrotou o Carl Zeiss Jena por 5–0 com um hat-trick de Lewandowski. O polonês abriu a temporada da Bundesliga com outro hat-trick, dessa vez na vitória por 6–0 sobre o Werder Bremen.
Lewandowski renovou seu contrato contrato com o Bayern no dia 13 de dezembro, assinando um novo vínculo válido até 2021.
No dia 11 de março de 2017, Lewandowski chegou aos 100 gols pelo Bayern em sua 137ª aparição para o clube, marcando duas vezes na vitória por 3–0 contra o Eintracht Frankfurt na Bundesliga.
Devido a uma lesão, não jogou o jogo de ida das quartas de final da Champions League, e viu sua equipe ser derrotada por 2–1 pelo Real Madrid em Munique. Já recuperado no jogo de volta em Madrid, Lewandowski começou o jogo como titular e colocou sua equipe na frente ainda no primeiro tempo. A partida terminou 2–1 no tempo regulamentar para o Bayern. Porém, devido a expulsão de Arturo Vidal por uma falta em Marco Asensio, o treinador Carlo Ancelotti se viu obrigado a tirar o atacante polonês, colocando Joshua Kimmich para repor a saída do chileno. Na prorrogação, Cristiano Ronaldo fez dois gols em posição irregular e Asensio fechou o marcador, terminando assim 4–2 para o time de Madrid, eliminando os alemães do torneio.

#### 2017–18
A temporada começou com o Bayern vencendo a Supercopa da Alemanha contra seu rival Borussia Dortmund, em uma partida de jogo único na qual Lewandowski faz um gol no empate de 2–2; ele ainda converteu o primeiro pênalti na decisão que terminou com vitória de 5–4 para o time de Munique.
No dia 13 de dezembro de 2017, Lewa atinge o top 10 de jogadores com mais gols na história da Bundesliga ao fazer o gol da vitória do seu time em jogo contra o Colônia, que terminou 1–0. Alguns meses depois, na 22ª rodada da Bundesliga, Lewandowski marcou novamente na vitória por 2–1 contra o Schalke 04, igualando assim o recorde da Bundesliga de 11 gols marcados sucessivamente em casa. Curiosamente, ele passou a dividir esse recorde com seu treinador da época, Jupp Heynckes - que fez 11 gols consecutivos em casa na temporada de 1972–73, atuando pelo Borussia Mönchengladbach. Apesar da boa fase, não conseguiu fazer a diferença contra o Real Madrid na Liga dos Campeões, tendo visto seu time ser eliminado após derrota por 2–1 na Alemanha e empate de 2–2 no jogo de volta em um jogo marcado por uma grande falha do goleiro Sven Ulreich e de um suposto pênalti não marcado de Marcelo. Ao final da temporada, o Bayern sagrou-se campeão alemão, porém, acabou derrotado na final da Copa da Alemanha por 3–1 contra o Frankfurt. Lewa marcou o único gol da sua equipe nesse jogo.
Lewandowski terminou a temporada com 41 gols marcados em 48 jogos, sendo 29 desses na Bundesliga, se tornando assim pela terceira vez artilheiro do Campeonato Alemão.
Em agosto de 2018, após grande especulação sobre uma suposta transferência para o Real Madrid, que já não tinha mais Cristiano Ronaldo e estava atrás de uma nova referência para o ataque, o presidente do Bayern, Karl-Heinz Rummenigge, disse que Lewandowski não estava à venda pois não seria possível encontrar um substituto à altura do polonês.

#### 2018–19
A temporada 2018–19 começou com a revanche contra o Frankfurt pela Supercopa da Alemanha, com o Bayern saindo vitorioso após aplicar uma goleada de 5–0 sobre o algoz. Lewandowski foi fundamental na partida ao fazer um hat trick, tornando-se o primeiro jogador a realizar tal feito no torneio.
No dia 27 de novembro de 2018,  ao marcar dois gols na vitória por 5–1 sobre o Benfica, Lewandowski tornou-se o terceiro jogador mais rápido a chegar aos 50 gols na Liga dos Campeões da UEFA. O polonês precisou de 77 jogos para alcançar o marco. Lewandowski terminou como o artilheiro da fase de grupos da Liga dos Campeões, com oito gols em seis jogos.
No dia 9 de fevereiro de 2019, marcou em uma vitória por 3–1 sobre o Schalke e, assim, tornou-se o primeiro jogador a marcar 100 gols em jogos oficiais na Allianz Arena. Na mesma temporada, ainda fez o seu 119º gol da liga no Bayern de Munique, que o levou a empatar com Roland Wohlfarth como o terceiro maior goleador de todos os tempos do clube. Um mês depois, ele superou Wohlfartj depois de marcar um gol na vitória por 5–1 sobre o Gladbach, com seu segundo gol também o igualando ao recorde de 195 gols de Claudio Pizarro (maior número de gols na Bundesliga por um jogador estrangeiro). Logo em seu jogo seguinte no torneio, Lewa quebrou o recorde de Pizarro ao marcar duas vezes na vitória por 6–0 sobre o Wolfsburg. Viu sua equipe ser eliminada precocemente da Champions League ao bater de frente logo nas oitavas de final com o Liverpool, time que posteriormente seria campeão da competição. Depois de um empate em 0–0 no Anfield, os Reds se classificaram ao derrotar os alemães por 3–1 na Allianz Arena. No dia 6 de abril, no 100º encontro da Bundesliga entre Bayern de Munique e Borussia Dortmund, Lewandowski marcou duas vezes em uma vitória por 5–0, com seu primeiro gol levando-o a 200 tentos na liga. Lewandowski terminou a Bundesliga com 22 gols, alcançando assim pela quarta vez a artilharia do torneio.
No dia 25 de maio, ele marcou um golaço quando o Bayern venceu o RB Leipzig por 3–0 na final da Copa da Alemanha, sendo esse seu segundo gol na partida. Com isso, ele tornou-se o maior artilheiro de todos os tempos da final da Copa da Alemanha, com seis gols, superando Gerd Müller, com cinco. Lewandowski terminou a temporada com 40 gols em 47 jogos em todas as competições, alcançando o marco de 40 gols pela quarta temporada consecutiva, vencendo também sua segunda dobradinha nacional (Copa e Liga) no Bayern.

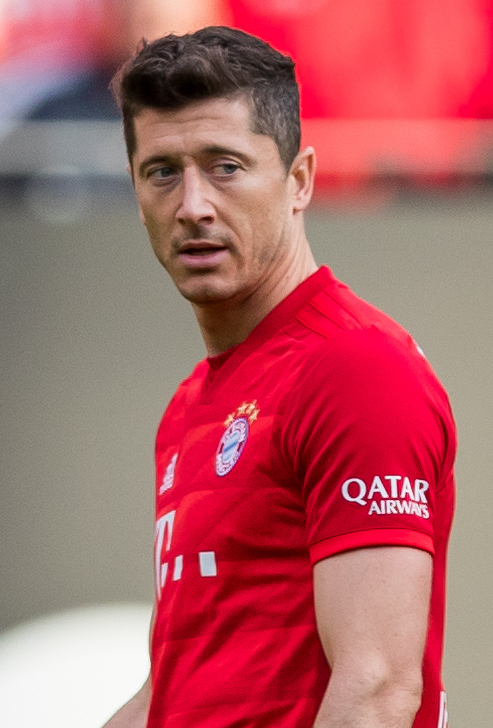
Lewandowski pelo Bayern de Munique em 2019

#### 2019–20
A temporada 2019–20 iniciou com o Bayern sendo derrotado pelo Borussia Dortmund na Supercopa por 2–0. Logo no jogo seguinte pela Copa da Alemanha, Lewandowski marcou seu primeiro gol da temporada quando o Bayern derrotou Energie Cottbus por 3–1 na primeira rodada do DFB-Pokal. No dia 16 de agosto de 2019, Lewandowski marcou dois gols no jogo de abertura da Bundesliga contra o Hertha Berlim, em partida que terminou 2–2. Com seu bom início, Lewandowski estabeleceu um recorde na Bundesliga por marcar um gol na abertura da temporada pelo quinto ano consecutivo. Já no dia 24 de agosto, Lewandowski marcou um hat-trick contra o Schalke, na Veltins-Arena, quando o Bayern venceu por 3–0. No dia 29 de agosto de 2019, Lewandowski prorrogou seu contrato no Bayern até 2023. Em 18 de setembro, Lewandowski marcou seu 200º gol pelo Bayern em uma vitória por 3–0 contra o Red Star Belgrade, pela Liga dos Campeões. Mais tarde, atingiu a impressionante marca de 27 gols nos seus 20 primeiros jogos da temporada. Lewandowski tornou-se o primeiro jogador na história da Bundesliga a marcar em cada um dos nove, dez e onze jogos de abertura de uma temporada, superando o recorde de oito de Pierre-Emerick Aubameyang. No dia 26 de novembro, na goleada de 6–0 contra o Red Star Belgrade, Lewandowski marcou quatro gols em menos de 15 minutos, estabelecendo um novo recorde de quatro gols mais rápidos na Campions. Ele também se tornou o segundo jogador a marcar quatro gols em mais de um jogo da Champions League.
Em 25 de fevereiro de 2020, Lewandowski deu duas assistências para Serge Gnabry e marcou um gol na vitória do Bayern por 3–0 sobre o Chelsea em partida válida pelas oitavas de final da Liga dos Campeões no Estádio Stamford Bridge. Nesse mesmo jogo, igualou o recorde de Cristiano Ronaldo de nove gols fora de casa em uma competição europeia.
A partir da volta do futebol alemão, e do primeiro jogo do Bayern pós-paralisação do futebol devido a pandemia de COVID-19 em 17 de julho, Lewandowski seguiu uma temporada surpreendente na Bundesliga e na Copa da Alemanha, marcando um gol ou mais na maioria dos jogos e atingindo uma impressionante média de 1,10 gols por partida na Bundesliga, terminando assim como artilheiro, conquistando a liga e a Copa da Alemanha. No dia 8 de agosto, após finalizar o Campeonato Alemão levantando a taça, Lewandowski foi decisivo na goleada de 4–1 contra o Chelsea, nas oitavas de finais da Liga dos Campeões, marcando dois gols e dando duas assistências, assim se isolando ainda mais na artilharia do campeonato com 13 gols. Nas quartas, O Bayern enfrentou e goleou o Barcelona por 8–2. O polonês distribuiu uma assistência para Thomas Müller no gol que abriu o placar e guardou o seu tento após cruzamento de Philippe Coutinho. Nessa mesma partida, ainda teve um gol anulado. Na semifinal, Lewandowski marcou pela sua nona partida consecutiva na Champions, na vitória por 3–0 sobre o Lyon. Na final da Liga dos Campeões, o Bayern derrotou o Paris Saint-Germain por 1–0, com gol do francês Kingsley Coman. Lewandowski sagrou-se campeão, artilheiro e craque do torneio. 
Terminou a temporada com 55 gols em 47 jogos, média superior a um gol por jogo. Além disso, foi artilheiro das três competições que seu time venceu: Bundesliga, Copa da Alemanha e Liga dos Campeões. 
Graças a esses feitos, foi eleito o melhor jogador do mundo da FIFA em 2020.

#### 2020–21
Lewa iniciou a temporada fazendo um gol de pênalti na goleada por 8–0 do Bayern sobre o Schalke 04, e se sagrou campeão da Supercopa da UEFA ao bater o Sevilla por 2–1 e da Supercopa da Alemanha depois de derrotar o rival Borussia Dortmund por 3–2. No dia 24 de outubro, fez um hat-trick na goleada por 5–0 sobre o Eintracht Frankfurt, tornando-se assim o primeiro jogador da história da Bundesliga a marcar 10 gols em cinco jogos.
Na estreia do Mundial de Clubes, foi o autor dos dois gols na vitória de 2–0 sobre Al-Ahly, levando o Bayern à final. Foi campeão ao derrotar o Tigres por 1–0 na decisão, além de ser eleito o melhor jogador do mundial, ganhando a Bola de Ouro da Copa da competição.
A temporada também ficou marcada pelo feito histórico no campeonato alemão, ao marcar 41 gols em apenas 29 jogos, quebrando o antigo recorde de Gerd Muller, Lewandowski se tornou o maior artilheiro em uma edição da Bundesliga. Além disso, ganhou sua primeira chuteira de ouro e foi campeão alemão.
Lewandowski foi coroado como o melhor jogador de futebol masculino do mundo da temporada 2020–21 pelo prêmio "The Best" da FIFA.

#### 2021–22
No final da temporada, Lewandowski se transferiu do Bayern deixando o clube como segundo maior artilheiro dos bávaros, com 344 gols, atrás apenas de Gerd Müller. Além disso, conquistar oito títulos da Bundesliga e foi artilheiro em sete edições. O centroavante marcou 41 gols na temporada 2020–21, recorde em uma edição.
| “ | Gostaria de agradecer aos meus companheiros de equipe, a todos os funcionários e à direção do '@fcbayern', bem como a todos que me apoiaram e tornaram possível que conquistássemos tantos títulos. Tenho muito orgulho de tudo que conquistamos juntos. Acima de tudo, gostaria de agradecer aos torcedores - vocês são os que fazem o clube ser o que ele é. Nós, os jogadores, estamos aqui apenas por um momento. Para mim, esse momento durou oito anos maravilhosos que levarei para sempre em meu coração. | ” |

### Barcelona

#### 2022–23
Em 16 de julho de 2022, Lewandowski foi anunciado como novo reforço do Barcelona. Os valores das cifras envolvidas no acerto não foram reveladas, porém, a imprensa alemã afirma que o clube catalão desembolsou 45 milhões de euros (cerca de R$ 245 milhões) pelo contrato.
| “                    | A "novela" chegou ao fim no sábado. Os últimos dias foram muito longos, mas enfim o acordo se tornou realidade. Estou pronto para enfrentar esse novo desafio em minha carreira. Sou um jogador que gosta de ganhar jogos e títulos. Espero que a temporada comece e termine bem neste sentido. | ” |
| — Robert Lewandowski | |   |

Estreou pela equipe no dia 24 de julho, num amistoso contra o Real Madrid realizado em Las Vegas, no Allegiant Stadium. Contudo, quem acabou brilhando foi o brasileiro Raphinha, autor do gol que definiu a vitória por 1–0. Em seguida Lewandowski atuou contra o Pumas, do México, em partida válida pelo Troféu Joan Gamper. O atacante marcou um gol, deu duas assistências e teve grande atuação na goleada por 6–0 que também contou com gols de Pedri, Ousmane Dembélé, Pierre-Emerick Aubameyang e Frenkie de Jong.
Marcou seus primeiros gols oficiais pelo clube no dia 21 de agosto, na vitória por 4–1 contra a Real Sociedad, válida pela La Liga. Voltou a ter boa atuação no dia 28 de agosto, contra o Valladolid, marcando duas vezes na goleada por 4–0, com direito a um gol de calcanhar. Foi destaque no dia 12 de outubro, contra a Internazionale, em um jogo dramático no Camp Nou. Lewandowski brilhou marcando duas vezes no fim, garantiu o empate por 3–3 e impediu a eliminação do Barcelona na fase de grupos da Liga dos Campeões da UEFA.
No dia 17 de outubro, na cerimônia da Bola de Ouro 2022, Lewandowski foi o vencedor do Prêmio Gerd Müller, honraria dada pela revista France Football ao maior artilheiro da temporada no futebol. O atacante polonês marcou 56 gols em 53 jogos oficiais pelo Bayern de Munique e pela Seleção Polonesa na temporada 2021–22.
Conquistou a Supercopa da Espanha no dia 15 de janeiro de 2023, seu primeiro título pelo Barça. Em jogo realizado no Estádio Internacional Rei Fahd, em Riade, Lewandowski marcou o segundo gol na vitória por 3–1 sobre o Real Madrid. No dia 14 de maio, marcou dois gols na vitória por 4–2 no clássico contra o Espanyol fora de casa, para conquistar o título da La Liga para o Barcelona. Lewandowski finalizaria a temporada não só com as duas conquistas, mas também com mais uma artilharia na carreira, sendo o vencedor do Troféu Pichichi com 23 gols.

#### 2023–24
Em 3 de setembro, Lewandowski alcançou a marca de 50 jogos oficiais pelo Barcelona na vitória por 2–1 contra o Osasuna. O atacante polonês havia marcado 35 gols com a camisa do Barça até então, o que dá uma média de 0,7 a cada partida. Já pela Liga dos Campeões, marcou seu primeiro gol nessa edição no dia 19 de setembro, numa goleada por 5–0 sobre o Royal Antwerp, da Bélgica, em jogo válido pela fase de grupos. Com o tento, chegou a marca de 100 gols em competições europeias, ficando atrás apenas de Lionel Messi e Cristiano Ronaldo.

## Seleção Nacional
Estreou pela Seleção Polonesa principal no dia 10 de setembro de 2008, contra San Marino, em partida válida pelas Eliminatórias da Copa do Mundo FIFA de 2010. Substituiu a Marek Saganowski no segundo tempo e também marcou o segundo gol da equipe.

### Eurocopa de 2012
Convocado para a Euro 2012, Lewandowski teve boa atuação no jogo de abertura contra a Grécia, realizado em Varsóvia. O centroavante marcou o primeiro gol da competição e foi nomeado o melhor da partida no empate em 1–1. Ele atuou em todos os três jogos da Polônia no torneio, mas os anfitriões foram eliminados na fase de grupos, com apenas dois pontos ganhos.
Lewandowski marcou dois gols de pênalti na goleada por 5–0 contra San Marino, no dia 26 de março de 2013, durante a campanha das Eliminatórias da Copa do Mundo FIFA de 2014, sua primeira partida como capitão. Mais tarde na campanha, em 6 de setembro, ele marcou contra o Montenegro no empate em casa por 1–1. No entanto, a Polônia não se classificou para a Copa do Mundo de 2014 realizada no Brasil. O atacante viria a assumir o posto de capitão em definitivo em dezembro de 2014, no lugar de Jakub Błaszczykowski.
No dia 7 de setembro de 2014, no primeiro jogo da Polônia nas Qualificatórias para a Euro 2016, fora de casa contra Gibraltar, Lewandowski marcou seu primeiro hat-trick internacional, marcando quatro gols em uma goleada por 7–0.

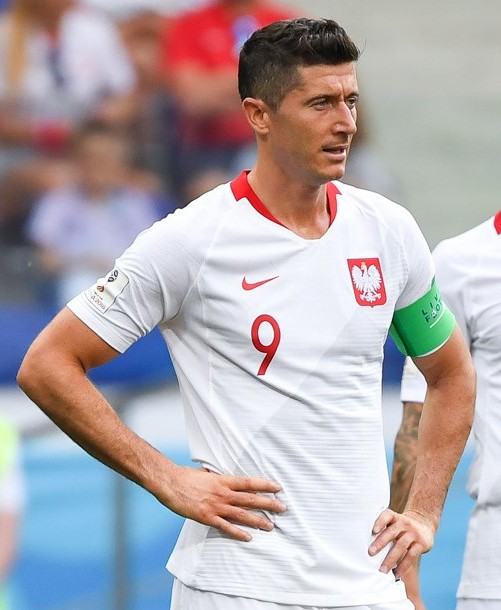
Lewandowski pela Polônia na Copa do Mundo de 2018

No dia 13 de junho de 2015, ele marcou mais um hat-trick na vitória por 4–0 da Polônia sobre a Geórgia, com os três gols marcados no espaço de quatro minutos. Em 8 de outubro, ele marcou duas vezes em um empate por 2–2 para a Escócia, abrindo e empatando o placar com o último chute do jogo para eliminar os anfitriões. Três dias depois, Lewa liderou a sua seleção em uma vitória por 2–1 contra a Irlanda, qualificando a Polônia para as finais do torneio na França. Lewandowski terminou a campanha classificatória com 13 gols.

### Eurocopa de 2016
Na Euro 2016, realizada na França, Lewandowski não deu um chute no alvo até a partida das oitavas contra a Suíça, em Saint-Étienne. Nas quartas de final contra Portugal, no Stade Vélodrome, ele completou cruzamento de Kamil Grosicki para abrir o placar e colocar sua equipe na frente. Porém, a Polônia acabou sofrendo o empate e a partida foi para as penalidades. Lewandowski converteu sua cobrança, mas mesmo assim sua seleção acabou eliminada por 5–4. Até a eliminação da Polônia, Lewa era o jogador que mais tinha sofrido faltas na competição.
No dia 5 de outubro de 2017, Lewandowski marcou um hat-trick na vitória por 6–1 sobre a Armênia, marcando 50 gols pela Polônia e superando o recorde anterior de 48 gols marcados por Włodzimierz Lubański, tornando-se assim o maior artilheiro da Seleção Polonesa. Já no dia 8 de outubro, o centroavante marcou um gol em uma vitória por 4–2 sobre Montenegro, chegando aos 51 tentos pela Seleção. Ele terminou as eliminatórias para a Copa do Mundo FIFA de 2018 com 16 gols no total, estabelecendo assim um recorde de gols em eliminatórias europeias para a Copa do Mundo.

### Copa do Mundo de 2018
Em maio de 2018 esteve na lista dos 23 convocados para Copa do Mundo disputada na Rússia. Lewandowski atuou em três partidas, contra Senegal, Colômbia e Japão, porém não conseguiu marcar e viu sua seleção ser eliminada na fase de grupos.
No dia 28 de março de 2021, pelas Eliminatórias da Copa do Mundo FIFA de 2022, marcou duas vezes na vitória por 3–0 contra Andorra.

### Copa do Mundo de 2022
Na estreia da Polônia na Copa do Mundo FIFA de 2022, no dia 22 de novembro, Lewandowski sofreu um pênalti contra o México e teve a chance de marcar o seu primeiro gol em mundiais. No entanto, o atacante teve a cobrança defendida pelo goleiro Guillermo Ochoa, e as duas equipes empataram sem gols no jogo válido pela primeira rodada do Grupo C.

### Eurocopa de 2024
Convocado para a Euro 2024, realizada na Alemanha, Lewandowski não conseguiu impedir a eliminação dos poloneses ainda na fase de grupos. O jogador, que se recuperava de uma lesão, foi poupado na primeira partida e não atuou na derrota por 2–1 contra a Holanda.

## Vida pessoal
Lewandowski é oriundo de uma família de desportistas: o pai foi judoca e a mãe jogadora de voleibol. É casado desde junho de 2013 com Anna Lewandowska. Em dezembro de 2016, Lewandowski anunciou que Anna estava grávida de cinco meses de gestação.
No dia 4 de maio de 2017, Robert anunciou o nascimento de sua primeira filha, chamada Klara Lewandowski. Já no dia 9 de outubro, um dia após o jogo contra Montenegro que classificou os poloneses ao Mundial de 2018, Lewandowski formou-se em educação física pela Universidade de Varsóvia.
Em março de 2021, Lewandowski recebeu a Cruz do Comandante da Ordem da Polônia Restituta, que é concedida a cidadãos militares ou civis com realizações notáveis em suas áreas.

## Estatísticas
Atualizadas até 10 de novembro de 2024

### Clubes
| Equipe            | Temporada         | Campeonato nacional | Campeonato nacional | Copas nacionais | Copas nacionais | Competições continentais | Competições continentais | Outros torneios | Outros torneios | Total | Total |
| Equipe            | Temporada         | Jogos               | Gols                | Jogos           | Gols            | Jogos                    | Gols                     | Jogos           | Gols            | Jogos | Gols  |
| ----------------- | ----------------- | ------------------- | ------------------- | --------------- | --------------- | ------------------------ | ------------------------ | --------------- | --------------- | ----- | ----- |
| Znicz Pruszków    | 2006–07           | 27                  | 15                  | 5               | 2               | –                        | –                        | –               | –               | 32    | 17    |
| Znicz Pruszków    | 2007–08           | 32                  | 21                  | 2               | 0               | –                        | –                        | –               | –               | 34    | 21    |
| Znicz Pruszków    | Total             | 59                  | 36                  | 7               | 2               | 0                        | 0                        | 0               | 0               | 66    | 38    |
| Lech Poznań       | 2008–09           | 30                  | 14                  | 6               | 2               | 12                       | 4                        | –               | –               | 48    | 20    |
| Lech Poznań       | 2009–10           | 28                  | 18                  | 1               | 0               | 4                        | 2                        | 1               | 1               | 34    | 21    |
| Lech Poznań       | Total             | 58                  | 32                  | 7               | 2               | 16                       | 6                        | 1               | 1               | 82    | 41    |
| Borussia Dortmund | 2010–11           | 33                  | 8                   | 2               | 0               | 8                        | 1                        | –               | –               | 43    | 9     |
| Borussia Dortmund | 2011–12           | 34                  | 22                  | 6               | 7               | 6                        | 1                        | 1               | 0               | 47    | 30    |
| Borussia Dortmund | 2012–13           | 31                  | 24                  | 4               | 1               | 13                       | 10                       | 1               | 1               | 49    | 36    |
| Borussia Dortmund | 2013–14           | 33                  | 20                  | 5               | 2               | 9                        | 6                        | 1               | 0               | 48    | 28    |
| Borussia Dortmund | Total             | 131                 | 74                  | 17              | 10              | 36                       | 18                       | 3               | 1               | 187   | 103   |
| Bayern de Munique | 2014–15           | 31                  | 17                  | 5               | 2               | 12                       | 6                        | 1               | 0               | 49    | 25    |
| Bayern de Munique | 2015–16           | 32                  | 30                  | 6               | 3               | 12                       | 9                        | 1               | 0               | 51    | 42    |
| Bayern de Munique | 2016–17           | 33                  | 30                  | 4               | 5               | 9                        | 8                        | 1               | 0               | 47    | 43    |
| Bayern de Munique | 2017–18           | 30                  | 29                  | 6               | 6               | 11                       | 5                        | 1               | 1               | 48    | 41    |
| Bayern de Munique | 2018–19           | 33                  | 22                  | 5               | 7               | 8                        | 8                        | 1               | 3               | 47    | 40    |
| Bayern de Munique | 2019–20           | 31                  | 34                  | 5               | 6               | 10                       | 15                       | 1               | 0               | 47    | 55    |
| Bayern de Munique | 2020–21           | 29                  | 41                  | 1               | 0               | 6                        | 5                        | 4               | 2               | 40    | 48    |
| Bayern de Munique | 2021–22           | 34                  | 35                  | 1               | 0               | 10                       | 13                       | 1               | 2               | 46    | 50    |
| Bayern de Munique | Total             | 253                 | 238                 | 33              | 29              | 78                       | 69                       | 11              | 8               | 375   | 344   |
| Barcelona         | 2022–23           | 34                  | 23                  | 3               | 2               | 7                        | 6                        | 2               | 2               | 46    | 33    |
| Barcelona         | 2023–24           | 35                  | 17                  | 3               | 2               | 9                        | 3                        | 2               | 2               | 49    | 26    |
| Barcelona         | 2024–25           | 34                  | 27                  | 3               | 3               | 13                       | 11                       | 2               | 1               | 52    | 42    |
| Total             | Total             | 103                 | 67                  | 9               | 7               | 29                       | 20                       | 6               | 5               | 147   | 101   |
| Total na carreira | Total na carreira | 604                 | 449                 | 73              | 50              | 159                      | 113                      | 21              | 16              | 857   | 627   |

### Seleção Polonesa
| Ano   | Jogos | Gols |
| ----- | ----- | ---- |
| 2008  | 4     | 2    |
| 2009  | 12    | 1    |
| 2010  | 13    | 6    |
| 2011  | 11    | 3    |
| 2012  | 10    | 2    |
| 2013  | 10    | 3    |
| 2014  | 6     | 5    |
| 2015  | 7     | 11   |
| 2016  | 12    | 8    |
| 2017  | 6     | 9    |
| 2018  | 11    | 4    |
| 2019  | 10    | 6    |
| 2020  | 4     | 2    |
| 2021  | 12    | 11   |
| 2022  | 10    | 4    |
| 2023  | 8     | 4    |
| 2024  | 6     | 1    |
| Total | 152   | 83   |

## Títulos
Znicz Pruszków
- III Liga: 2006–07

Lech Poznań
- Copa da Polônia: 2008–09
- Supercopa da Polônia: 2009
- Campeonato Polonês: 2009–10

Borussia Dortmund
- Bundesliga: 2010–11 e 2011–12
- Copa da Alemanha: 2011–12
- Supercopa da Alemanha: 2013

Bayern de Munique
- Bundesliga: 2014–15, 2015–16, 2016–17, 2017–18, 2018–19, 2019–20, 2020–21 e 2021–22
- Copa da Alemanha: 2015–16, 2018–19, 2019–20
- Supercopa da Alemanha: 2016, 2017, 2018, 2020 e 2021
- Liga dos Campeões da UEFA: 2019–20
- Supercopa da UEFA: 2020
- Copa do Mundo de Clubes da FIFA: 2020

Barcelona
- Supercopa da Espanha: 2022–23 e 2024–25
- La Liga: 2022–23 e 2024–25[77]
- Copa do Rei: 2024–25

### Prêmios individuais
- Jogador do Ano Campeonato Polonês: 2009
- Futebolista Polonês do Ano: 2011, 2012, 2013, 2014, 2015, 2016, 2017, 2019 e 2020[78]
- Personalidade Esportiva Polonesa do Ano: 2015, 2020 e 2021
- Goleador do ano (IFFHS): 2015
- Seleção da Liga dos Campeões da UEFA: 2015–16, 2016–17, 2019–20 e 2020–21
- Jogador do Ano da Bundesliga: 2016–17
- Equipe do Ano da UEFA: 2019 e 2020
- Melhor Atacante da UEFA: 2019–20
- Melhor Jogador da Liga dos Campeões da UEFA: 2019—20
- Melhor Jogador da UEFA na Europa: 2019–20[79]
- Seleção da década (2011–2020) pela IFFHS[80]
- Bola de Ouro da Copa do Mundo de Clubes da FIFA: 2020
- Futebolista Alemão do Ano: 2020 e 2021
- FIFPro World XI: 2020 e 2021
- Globe Soccer Awards – Melhor Jogador do Mundo: 2020[81]
- Melhor Jogador do Mundo (The Guardian): 2020
- Melhor jogador do mundo (FourFourTwo): 2020
- Melhor jogador do mundo (World Soccer): 2020
- The Best FIFA: 2020 e 2021
- Chuteira de Ouro da UEFA: 2021 e 2022
- Troféu Gerd Müller: 2021 e 2022[52]
- Troféu Pichichi: 2022–23

### Artilharias
- III Liga de 2006–07 (15 gols)
- II Liga de 2007–08 (21 gols)
- Campeonato Polonês de 2009–10 (18 gols)
- Copa da Alemanha de 2011–12 (7 gols)
- Bundesliga de 2013–14 (20 gols)
- Bundesliga de 2015–16 (30 gols)
- Copa da Alemanha de 2015–16 (6 gols)
- Qualificações Eurocopa de 2016 (13 gols)
- Copa da Alemanha de 2016–17 (5 gols)
- Eliminatórias da Copa do Mundo FIFA de 2018 (16 gols)
- Bundesliga de 2017–18 (29 gols)[82]
- Copa da Alemanha de 2017–18 (6 gols)
- Bundesliga de 2018–19 (22 gols)
- Copa da Alemanha de 2018–19 (7 gols)
- Copa da Alemanha de 2019–20 (6 gols)
- Bundesliga de 2019–20 (34 gols)
- Liga dos Campeões da UEFA de 2019–20 (15 gols)
- Bundesliga de 2020–21 (41 gols)
- Supercopa da Alemanha de 2021 (2 gols)
- Bundesliga de 2021–22 (35 gols)
- Supercopa da Espanha de 2022–23 (2 gols)
- La Liga de 2022–23 (23 gols)

### Recordes
- Maior artilheiro da Seleção Polonesa: 78 gols[7]
- Jogador com mais partidas pela Seleção Polonesa: 140 partidas[8]
- Segundo jogador mais jovem a estrear pela Seleção Polonesa: 20 anos e 20 dias de idade[8]
- Primeiro jogador que saiu do banco de reservas e marcou cinco gols em uma partida na história[83]
- Poker-trick mais rápido da história da Liga dos Campeões da UEFA: 14 minutos e 32 segundos[84]
- Primeiro jogador estrangeiro a marcar 30 gols em uma única edição de Bundesliga[8]
- Primeiro jogador a marcar em 11 partidas consecutivas em uma edição de Bundesliga[8]
- Estrangeiro com mais gols na história da Bundesliga: 305 gols[carece de fontes?]
- Primeiro jogador a ser artilheiro da Liga dos Campeões da UEFA, do Campeonato Nacional e da Copa Nacional que disputou em uma única temporada: 2019–20[85]
- Jogador com mais gols em uma única edição da Bundesliga: 41 gols em 2020–21[86]